# 牧野貞寧
牧野 貞寧（まきの さだやす）は、常陸笠間藩の第9代（最後）の藩主。成貞系牧野家12代。

## 生涯
安政4年（1857年）6月10日、第8代藩主・牧野貞直の長男として生まれる。明治元年（1868年）12月5日、父が隠居したため家督を継ぐ。家督を継いでからは、戊辰戦争の戦後処理や本家である越後長岡藩の牧野家の再興を新政府に嘆願している。明治2年（1869年）6月19日、版籍奉還により笠間藩知事に任じられ、8月5日に貞邦から貞寧と改名した。後に従五位に叙される。
明治4年（1871年）7月14日、廃藩置県で藩知事を免職されて東京へ移った。その後は慶應義塾に入って勉学に励んだ。後に笠間小学校開校に尽力し、学生育成のための育英会創立にも努めた。明治33年（1900年）3月15日に貴族院子爵議員に選ばれて、死去するまで2期務めた。大正5年（1916年）12月24日に死去した。享年60。

## 家族
父母
- 牧野貞直（父）
- 柏木氏、教善院 - 側室（母）

妻
- 牧野美子 - 牧野忠恭の娘

子女
- 牧野悦子 - 子爵牧野貞亮夫人

養子
- 牧野貞亮[注釈 1] - 本多忠寛の九男